# TOKIOインカラミ
TOKIO インカラミ（トキオインカラミ）は、東京・銀座に本社を置く、イフイングが展開する美容室向けヘアケアブランドである。

## 概要
毛髪内部補修型の4ステップトリートメントを軸に、シャンプー・トリートメントやパーマ剤、スパ商材なども展開。
ブランド名は、メイドインジャパンが伝わる名前の東京＝TOKIO、髪の毛の主成分であるケラチンを酸性処理することによって起こる凝集反応を意味する造語インカラミ（毛髪の中にインして、補修成分をカラミ合わせるというところから ）という二つの言葉を組み合わせたもの。

## 広告・宣伝活動
スポーツ関係では、アスリートとのスポンサー契約や各スポーツ大会へのサポートを行っている。

### 所属・サポートスポーツ選手
- スノーボード
  - 平野歩夢[4]
  - 平野海祝[5]
  - 村瀬心椛[6]
  - 村瀬由徠[6]
  - 工藤璃星[6]
  - 清水さら[6]
  - 長谷川帝勝[7]
  - 荻原大翔[7]
- 競泳
  - 平井瑞希[8]
- パルクール[9]
  - 朝倉聖
  - 大貫海斗[10]
  - 鈴木智也[10]
  - 関雅仁
  - 宮崎裕来
  - 泉ひかり
  - 永井音寧
  - 今福心椛[11]
  - 亀井彩桜[11]
- フィギュアスケート[12]
  - 中井亜美
  - 中田璃士
- スピードスケート
  - 高木美帆[13]
- サーフィン
  - 松田詩野[14]
- スポーツクライミング
  - 久米乃ノ華[15]
- ボッチャ
  - 杉村英孝[16]

## 旧所属選手
- トランポリン
  - 森ひかる[17] 2025年3月まで
- フィギュアスケート
  - 渡辺倫果